# Pluteus inquilinus
Pluteus inquilinus är en svampart som beskrevs av Romagn. 1979. Pluteus inquilinus ingår i släktet Pluteus och familjen Pluteaceae.  Arten är reproducerande i Sverige. Inga underarter finns listade i Catalogue of Life.